# Commissario europeo del Lussemburgo
Il commissario europeo del Lussemburgo è un membro della Commissione europea proposto al Presidente della Commissione dal Governo del Lussemburgo.
Il Lussemburgo ha diritto ad un commissario europeo dal 1º gennaio 1958, anno dell'entrata in vigore dei Trattati di Roma, di cui era firmatario, che istituivano la Comunità Economica Europea.

## Lista dei commissari europei del Lussemburgo
| Commissario         | Competenza                                           | Commissione                | Periodo        | Partito |
| ------------------- | ---------------------------------------------------- | -------------------------- | -------------- | ------- |
| Christophe Hansen   | Agricoltura e alimentazione                          | von der Leyen II           | 2024-in carica | CSV     |
| Nicolas Schmit      | Lavoro e Diritti sociali                             | von der Leyen I            | 2019-2024      | LSAP    |
| Jean-Claude Juncker | Presidente                                           | Juncker                    | 2014-2019      | CSV     |
| Martine Reicherts   | Giustizia, diritti fondamentali e cittadinanza       | Barroso II                 | 2014           |         |
| Viviane Reding      | Giustizia, diritti fondamentali e cittadinanza       | Barroso II                 | 1999-2014      | CSV     |
| Viviane Reding      | Società dell'informazione e media                    | Barroso I                  | 1999-2014      | CSV     |
| Viviane Reding      | Educazione e cultura                                 | Prodi                      | 1999-2014      | CSV     |
| Jacques Santer      | Presidente                                           | Santer                     | 1995-1999      | CSV     |
| René Steichen       | Agricoltura e sviluppo rurale                        | Delors III                 | 1993-1995      | CSV     |
| Jean Dondelinger    | Servizi audiovisivi, affari culturali e informazione | Delors II                  | 1989-1993      | nessuno |
| Nicolas Mosar       | Energia                                              | Delors I                   | 1985-1989      | CSV     |
| Gaston Thorn        | Presidente                                           | Thorn                      | 1981-1985      | DP      |
| Raymond Vouel       | Concorrenza                                          | Ortoli, Jenkins            | 1976-1981      | LSAP    |
| Albert Borschette   | Concorrenza, personale e amministrazione             | Ortoli                     | 1970-1976      | nessuno |
| Albert Borschette   | Concorrenza, politiche regionali e informazione      | Malfatti, Mansholt         | 1970-1976      | nessuno |
| Victor Bodson       | Trasporti                                            | Rey                        | 1967-1970      | LSAP    |
| Lambert Schaus      | Trasporti                                            | Hallstein I e Hallstein II | 1958-1967      | CSV     |
| Michel Rasquin      | Trasporti                                            | Hallstein I                | 1958           | LSAP    |